# Fentale
Der Fentale, auch Fantale genannt, ist ein großer Stratovulkan, der sich am Nordende des äthiopischen Teils des ostafrikanischen Grabens befindet.
Zum größten Teil besteht er aus rhyolitischem Obsidian, der kleinere Mengen an Tuff enthält.
Philip Briggs beschrieb den Fentale als von einem 350 Meter tiefen Krater gekrönt. Weiter sagt Briggs:

“is responsible for the bleak hundred-year-old lava flows that cross the road immediately west of Metehara, and its steam vents can sometimes be seen displaying from the surrounding plains at night.”

„[Der Vulkan] ist verantwortlich für die hunderte Jahre alten Lavaflüsse, die die Straße westlich von Metehara kreuzen und seine Dampföffnungen können manchmal in der Nacht von den Ebenen in der Umgebung gesehen werden.“

Eine Eruption im 13. Jahrhundert zerstörte eine abessinische Stadt und eine Kirche im Süden. Im Jahr 1820 wurde basaltische Lava von einer Erdspalte im Süden des Vulkans, die 4 Kilometer lang ist, ausgestoßen. Die Lava floss auch in die Caldera.
Im Umkreis von 30 Kilometern leben 169.357 Menschen.